# Cultura Sparebank
Die Cultura Sparebank ist eine norwegische Bank mit Sitz in Oslo. Die Bank wirtschaftet nach ethischen Kriterien und bietet Anlegern Transparenz, worin ihr Geld investiert wird. Die Kreditvergabe durch die Bank erfolgt unter Berücksichtigung sozialer und ökologischer Gesichtspunkte.
Die Bank ist Mitglied des norwegischen Einlagensicherungsfonds der Banken (Bankenes sikringsfond), der für Depots bis zu einem Betrag von 2 000 000 Kronen haftet.
Um Kunde der Bank zu werden, muss man gemäß dem norwegischen Bankrecht eine norwegische nationale Identitätsnummer oder D-Nummer haben, die von der norwegischen Steuerverwaltung ausgestellt wird.
Die Bilanzsumme der Bank betrug 2021 1396,35 Mio. NOK. Die Bank erzielte einen Gewinn von 2,08 Mio. NOK.